# 聖奧爾本斯 (密蘇里州)
聖奧爾本斯（英語：St. Albans）是位於美國密蘇里州富蘭克林縣的非建制地區。

## 歷史
聖奧爾本斯的郵局自1889年營運至今。

## 地理
聖奧爾本斯所處的海拔為高於海平面146米（即479英呎），而該地所採用的時區為UTC-6，即北美中部時區（CST）。同時該地設有夏令時間，為UTC-6調快一小時，即UTC-5（CDT）。